# هجوم خان يونس
هجوم خان يونس أو عملية إلكايام هي عملية عسكرية إسرائيلية استهدفت المواقع العسكرية المصرية في خان يونس وبلدة بني سهيلا. واستخدم الإسرائيليون فيه مختلف أنواع الأسلحة، من مدفعية ودبابات ومجنزرات، ووحدات مشاة وهندسة، وقتلوا 46 شخصاً، وجرحوا خمسين آخرين. سقط في الهجوم قتيل إسرائيلي واحد.